# 정순원 (뮤지컬 배우)
정순원(1992년 3월 25일 ~ )은 대한민국의 뮤지컬 배우이다. 2018년 뮤지컬 '바람과 함께 사라지다'로 정식 데뷔했다.

## 방송
- 캐스팅 콜 (2018) - Top20

## 공연
- 김수로 Curated10 〈The Secret - 더 시크릿〉 (2017)
- 바람과 함께 사라지다 (2018)
- 블루사이공 - 서울 (2019)
- 마산 3.15의거 60주년 기념뮤지컬 <삼월의 그들> (2020)